# Drimys grandiflora
Drimys grandiflora är en tvåhjärtbladig växtart som beskrevs av Henry Nicholas Ridley. Drimys grandiflora ingår i släktet Drimys och familjen Winteraceae. Inga underarter finns listade.